# Monomorium howense
Monomorium howense är en myrart som beskrevs av Wheeler 1927. Monomorium howense ingår i släktet Monomorium och familjen myror. Inga underarter finns listade i Catalogue of Life.